# Rhegmatophila
Rhegmatophila is een geslacht van vlinders van de familie tandvlinders (Notodontidae).

## Soorten
- R. alpina (Bellier, 1881)
- R. ricchelloi Hartig, 1939
- R. richelloi Hartig, 1939
- R. vinculum Hering, 1936